# Brandon Hardesty
Brandon Allan Hardesty (ur. 13 kwietnia 1987 w Baltimore) – amerykański reżyser i aktor, także youtuber.

## Życiorys
Brandon Hardesty urodził się i wychował w Baltimore. Uczęszczał do chrześcijańskiej szkoły podstawowej, jako student dorabiał w sklepie spożywczym. W 2005 roku nakręcił pięć filmów, w których odtwarzał sceny pochodzące z takich produkcji, jak Willy Wonka i fabryka czekolady oraz Star Trek: Pierwszy kontakt; pod nickiem ArtieTSMITW opublikował je na YouTube na początku 2006 roku. Szerszą zauważalność uzyskał dzięki nagraniu przestawiającym odegraną scenę ze Star Treka.
1 stycznia 2007 roku po powrocie z pracy nagrał film pt. Strange Faces and Noises I Can Make III, na którym wydawał dziwne dźwięki, publikując go na YouTube jeszcze tego samego dnia. Nagranie osiągnęło wielomilionową ilość odsłon oraz zainspirowało liczne osoby do publikowania podobnych nagrań w internecie. Pod koniec tego samego roku Hardesty przystąpił do programu partnerskiego YouTube.
Wystąpił w filmie Bart Got a Room, mającym premierę w 2008 roku.

## Życie prywatne
Jego ojciec Brent był nauczycielem muzyki, pianistą oraz dyrygentem chóru kościelnego, zajmował się także pisaniem treści reklam. Brandon Hardesty ma o 10 lat starszą siostrę.